# Latinka Perović
Latinka Perović (serb. Латинка Перовић; ur. 4 października 1933 w Beloševacu, zm. 12 grudnia 2022 w Belgradzie) – serbska historyczka i polityk, działaczka społeczna.

## Życiorys
Ukończyła studia historyczne na Uniwersytecie w Belgradzie, a w roku 1975 obroniła pracę doktorską z zakresu nauk politycznych. W roku 1960 stanęła na czele Antyfaszystowskiego Frontu Kobiet, funkcję tę pełniła do roku 1964. Po demonstracjach studenckich w roku 1968 została sekretarzem Komitetu Centralnego Ligi Komunistów Serbii, będąc jedną z nielicznych kobiet we władzach komunistycznej Serbii. We władzach partii pełniła też funkcję eksperta d.s. historii Serbii. W 1972 utraciła stanowisko na fali czystek skierowanych przeciwko środowisku liberałów w partii komunistycznej.
W latach 1976–1998 pracowała w Instytucie Najnowszej Historii Serbii, zajmując się historią polityczną międzywojennej Jugosławii i związkami rosyjsko-serbskimi w przeszłości. W latach 1993–2000 pełniła funkcję redaktora naczelnego czasopisma Tokovi istorije.
Od lat 90. jest znana z wyrażanej publicznie krytyki serbskiego nacjonalizmu, w tym reżimu Slobodana Miloševicia. Była jedną z pierwszych osób w Serbii, która masakrę w Srebrenicy określiła mianem ludobójstwa. Związała się z Partią Liberalno-Demokratyczną, awansując do Rady Politycznej partii. Od 2021 działała w opozycyjnym Forum Obywatelsko-Demokratycznym.

## Publikacje
- 1983: Pera Todorović
- 1984: Od centralizma do federalizma: KPJ o nacionalnom pitanju
- 1985-1995: Srpski socijalisti 19. veka: Prilog istoriji socijalističke misli, knj. 1-3
- 1988: Planirana revolucija. Ruski blankizam i jakobinizam
- 1991: Zatvaranje kruga. Ishod rascepa 1971-1972
- 1994: Srpsko-ruske revolucionarne veze. Prilozi za istoriju narodnjaštva u Srbiji
- 2000: Ljudi, događaji, knjige, Helsinški odbor za ljudska prava u Srbiji
- 2006: Između anarhije i autokratije. Srpsko društvo na prelazima vekova (XIX-XXI))